# Ташкулов, Сергей Ташкулович
Сергей Ташкулович Ташкулов — советский хозяйственный, государственный и политический деятель.

## Биография
Родился в 1923 году в Самарканде. Член КПСС.
Участник Великой Отечественной войны. С 1948 года — на хозяйственной, общественной и политической работе. В 1948—1985 гг. — инструктор Андижанского обкома комсомола, инстуктор политотдела Андижанского отделения железной дороги, секретарь, первый секретарь Андижанского обкома комсомола, секретарь ЦК ЛКСМ Узбекистана, первый секретарь Джалалкудукского райкома КПУз, зам. завотделом партийных органов ЦК КП Узбекистана, секретарь Бухарского обкома КПУз, председатель Бухарского облисполкома, инспектор Среднеазиатского бюро ЦК КПСС, заведующий сельскохозяйственным отделом Ташкентского обкома КПУз, заместитель министра сельского хозяйства Узбекской ССР, первый заместитель председателя Ташкентского облисполкома
Избирался депутатом Верховного Совета Узбекской ССР 4-го, 5-го, 8-го, 9-го, 10-го созывов.
Умер после 1985 года.